# Parasyntomis aethiops
Parasyntomis aethiops är en fjärilsart som beskrevs av William Lucas Distant 1897. Parasyntomis aethiops ingår i släktet Parasyntomis och familjen bastardsvärmare. Inga underarter finns listade i Catalogue of Life.